# (1346) Gotha
(1346) Gotha ist ein Asteroid des Hauptgürtels, der am 2. Februar 1929 vom deutschen Astronomen Karl Wilhelm Reinmuth in Heidelberg entdeckt wurde.
Der Name des Asteroiden ist von der thüringischen Stadt Gotha abgeleitet, dem Standort der historischen Seeberg-Sternwarte.